# NGC 1509
NGC 1509 = IC 2026 ist eine Spiralgalaxie mit ausgedehnten Sternentstehungsgebieten vom Hubble-Typ Sa im Sternbild Eridanus am Südsternhimmel. Sie ist schätzungsweise 385 Millionen Lichtjahre von der Milchstraße entfernt und hat einen Durchmesser von etwa 100.000 Lj.
Das Objekt wurde am 22. Oktober 1886 von Lewis Swift entdeckt und am 16. Dezember 1897 von Guillaume Bigourdan (IC 2026) wiederentdeckt. Wahrscheinlich wurde die Galaxie als erstes vor dem 12. Oktober 1886 von Ormond Stone beobachtet.